# Obscure Records
La Obscure Records è stata un'etichetta discografica britannica fondata dal compositore Brian Eno.

## Storia
Venne aperta nel 1975 da Brian Eno per pubblicare The Sinking of the Titanic (1975) di Gavin Bryars. La Obscure Records pubblicò solamente 10 album prima di chiudere i battenti nel 1978 fra cui Discreet Music, una delle prove più sperimentali di Brian Eno. Secondo le intenzioni di Eno, la musica della Obscure aveva lo scopo di far conoscere la musica sperimentale e minimalista a un pubblico di massa. Sebbene ereditino in qualche modo l'influenza della musica classica del XX secolo, le uscite dell'etichetta sono contemporaneamente lontane dalla musica colta e da quella popolare, e includono opere di Michael Nyman, Penguin Cafe Orchestra e Harold Budd. La Obscure viene inoltre ricordata per aver cementificato la reputazione di Eno in quanto personalità musicale d'avanguardia.